# Ялобуша (округ, Міссісіпі)
Шаблон:StateAbbr_ 34°02′ пн. ш. 89°43′ зх. д. / 34.03° пн. ш. 89.72° зх. д.
Округ  Ялобуша (англ. Yalobusha County) — округ (графство) у штаті Міссісіпі, США. Ідентифікатор округу 28161.

## Історія
Округ утворений 1833 року.

## Демографія
За даними перепису 
2000 року 
загальне населення округу становило 13051 осіб, зокрема міського населення було 2568, а сільського — 10483.
Серед мешканців округу чоловіків було 6227, а жінок — 6824. В окрузі було 5260 домогосподарств, 3599 родин, які мешкали в 6224 будинках.
Середній розмір родини становив 3,02.
Віковий розподіл населення поданий у таблиці:
| Стать    | До 15 років | 15-21 | 22-29 | 30-39 | 40-49 | 50-65 | 65-85 | Понад 85 |
| -------- | ----------- | ----- | ----- | ----- | ----- | ----- | ----- | -------- |
| Чоловіки | 1443        | 643   | 591   | 807   | 867   | 1064  | 749   | 63       |
| Жінки    | 1299        | 667   | 634   | 877   | 987   | 1127  | 1072  | 161      |

## Виноски
1. ↑  U.S. Decennial Census. United States Census Bureau. Архів оригіналу за 4 квітня 2018. Процитовано 8 листопада 2014.
2. ↑  Historical Census Browser. University of Virginia Library. Архів оригіналу за 11 серпня 2012. Процитовано 8 листопада 2014.
3. ↑  Population of Counties by Decennial Census: 1900 to 1990. United States Census Bureau. Архів оригіналу за 28 грудня 2014. Процитовано 8 листопада 2014.
4. ↑  Census 2000 PHC-T-4. Ranking Tables for Counties: 1990 and 2000 (PDF). United States Census Bureau. Архів оригіналу (PDF) за 18 грудня 2014. Процитовано 8 листопада 2014.
5. ↑  State & County QuickFacts. United States Census Bureau. Архів оригіналу за 5 вересня 2015. Процитовано 7 вересня 2013. [Архівовано 2011-06-07 у Wayback Machine.](англ.) Наведено за англійською вікіпедією.
6. ↑  American FactFinder. Бюро перепису населення США. Архів оригіналу за 26 лютого 2012. Процитовано 31 січня 2008. [Архівовано 2008-05-21 у Wayback Machine.]

| США | Це незавершена стаття з географії США. Ви можете допомогти проєкту, виправивши або дописавши її. |